# 育亨宾
育亨宾（英語：Yohimbine）是一种温和的单胺氧化酶抑制剂，并具有壮阳与兴奋剂功效。它作为治疗性功能障碍的医用處方藥销售。育亨宾也是携带α2A肾上腺素受体基因多态性的人类与动物模型的2型糖尿病治疗的探索药物。
育亨宾的商品名有：Erex、Testomar、Yocon、Yohimar、Yohimbe等。

## 合成

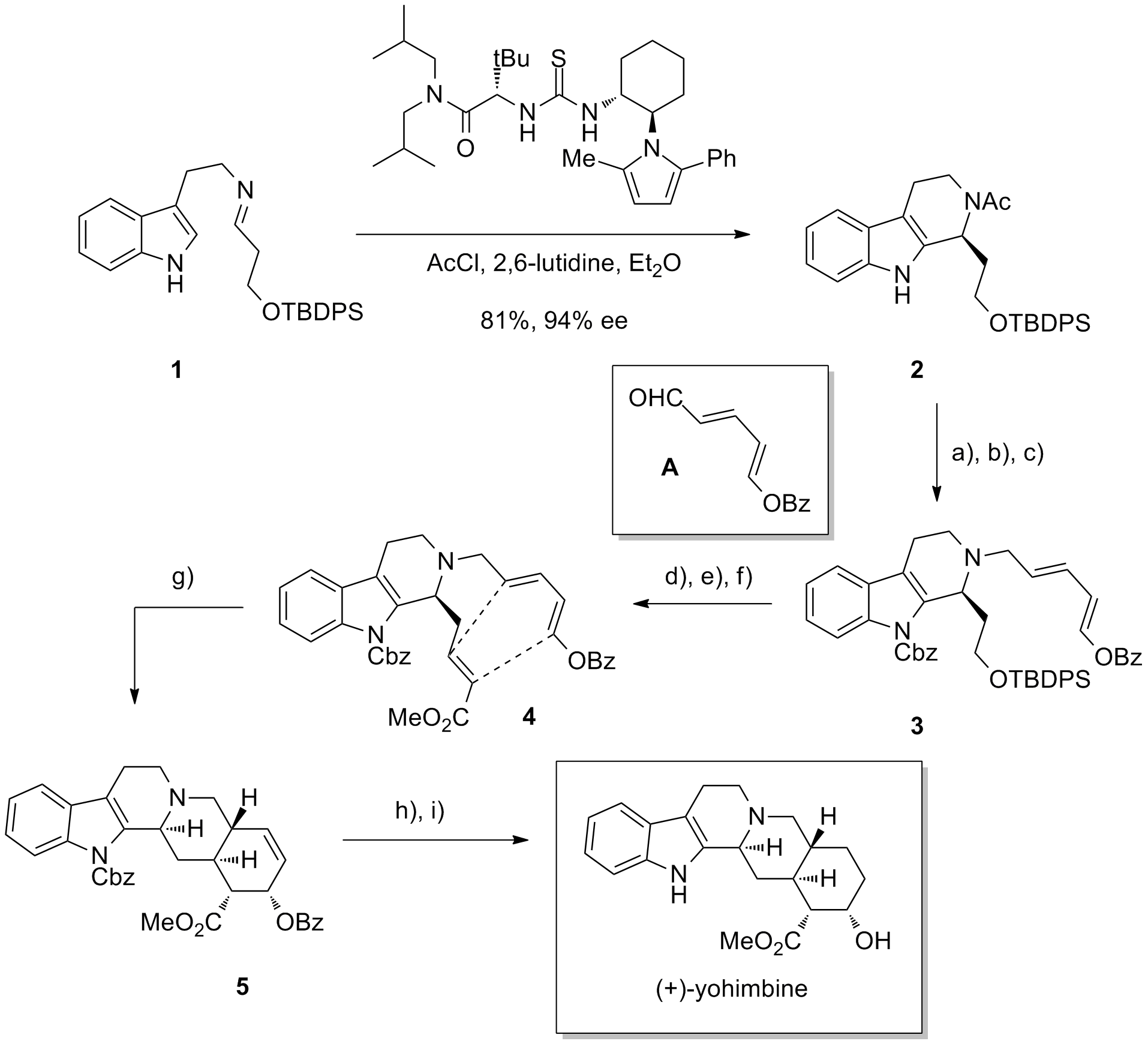